# Регни (Лодзинське воєводство)
Регни (пол. Regny) — село в Польщі, у гміні Колюшки Лодзький-Східного повіту Лодзинського воєводства.
Населення — 340 осіб (2011).
У 1975-1998 роках село належало до Пйотрковського воєводства.

## Демографія
Демографічна структура станом на 31 березня 2011 року:
|          | Загалом | Допрацездатний вік | Працездатний вік | Постпрацездатний вік |
| -------- | ------- | ------------------ | ---------------- | -------------------- |
| Чоловіки | 167     | 39                 | 111              | 17                   |
| Жінки    | 173     | 31                 | 95               | 47                   |
| Разом    | 340     | 70                 | 206              | 64                   |